# Minor Planet Center
Minor Planet Center (MPC) je středisko spravované Smithsonian Astrophysical Observatory (SAO), které je součástí Center for Astrophysics (CfA) spolu s Harvard College Observatory (HCO).
Pod záštitou Mezinárodní astronomické unie je oficiální organizací v oblasti sběru pozorovacích dat pro planetky, asteroidy a komety, na výpočet jejich drah a publikování těchto informací v cirkulářích MPC. Poskytují několik bezplatných online služeb pro pozorovatele na pomoc při pozorování planetek a komet. Kompletní katalog drah planetek (MPCORB, někdy nazývaný Minor Planet Catalogue) je také volně k dispozici ke stažení.
MPC vzniklo na univerzitě v Cincinnati v roce 1947 pod vedením Paula Hergeta. Po odchodu Paula Hergeta v roce 1978 bylo středisko přestěhované do SAO pod vedením Briana Marsdena.